# ASASSN-15lh
ASASSN-15lh(초신성 명칭 SN 2015L)은 2015년 초신성 전천 자동 탐사(ASAS-SN)를 통해 인디언자리에서 발견된 극초발광 초신성이다.

## 연구
여러 망원경과 함께 ASAS-SN 연구진에 의해 이루어진 이 발견은 카블리 천문학 및 천체 물리학 연구소(중국, 피킹 대학)의 동수보가 주도하였으며, 2016년 1월 15일 사이언스에 공식적으로 투고되어 기술되었다.

## 극대 광도
ASASSN-15lh는 여태 관측된 것 중 가장 밝은 초신성이다. 가장 밝을 때 초신성의 밝기는 대략 우리 은하 전체 밝기의 50 배 이상 밝았으며, 에너지 플럭스는 태양의 복사 플럭스보다 5,700억 배 컸다. 최대 절대 등급은 -23.5 등급으로, 2.2×1038 와트에 해당하였으며, 초신성 발생 후 50일간 방출된 에너지는 1.1×1045 줄을 넘어섰다.

## 거리
이 초신성은 적색편이 0.2326 지점, 즉 지구로부터 약 38억 광년 떨어져 있는, 별 형성 활동이 침체되었으나 밝은 한 은하에서 발생하였다. ASAS-SN의 주요 연구원 중 한명인 오하이오 주립대학의 크지스토프 스타넥에 따르면, "이 초신성이 우리 은하에 있었다면, 초신성의 밝기는 보름달보다 더 밝게 빛나면서 밤이 없어지게 될 것이고, 낮에도 쉽게 보일 수 있었을 것"이라 하였다.

## 발견

### 발견
2015년 6월 ASAS-SN의 칠레의 쌍둥이 14 cm 구경 망원경의 관측 기간 동안 한 초신성 후보가 처음으로 주목받았다. 연구진은 그 초신성에 ASASSN-15lh라는 명칭을 붙였다. 초신성은 사진에서 일시적인 광점으로 보였으며, 다른 망원경에 의한 추가적인 관측을 통해 확인되었다.

### 적색편이 탐사
ASSASN-15lh의 스펙트럼은 칠레의 2.5미터 듀 퐁 망원경을 통해 제공되었다. 남아프리카 거대망원경이 초신성의 적색편이를 측정하는 데 사용되었으며, 따라서 거리와 광도를 측정할 수 있었다. 스위프트 우주 망원경 또한 여러 관측에 기여를 하였다. 2015년 7월 24일, 중앙 천문학 전보과(CBAT)로부터 이 사건은 공식적으로 초신성 명칭 SN 2015L을 부여 받았다.

## 의의
최대 밝기일 때, ASASSN-15lh는 예전에 관측된 것 중 가장 밝았던 초발광 초신성 iPTF13ajg의 두 배나 밝았다.

## 광도 변화
이후 다른 사진에서 2015년 5월 8일만큼 이른 시기에 초신성이 발생하였음이 확인되었다. 이 시기에 초신성의 겉보기 등급은 +17.4 등급이었다. 5월 8일부터 초신성이 6월 5일까지 밝아지면서 최대 +16.9 등급에 이르렀다. 이후 9월까지 밝기는 +18.2 등급까지 떨어졌다.

## 초발광 초신성의 특징
이전까지 초발광 초신성(SLSN)을 일으킬 만한 것으로 알려지지 않은 유형의, 크고 상대적으로 조용한 은하에 위치해 있는 ASASSN-15lh와 달리, 극초신성으로 알려진, 예전에 관측된 SLSN들은 상대적으로 작고 "바쁜"(활발한) 별형성 은하에서 발견되어 왔다. 이러한 폭발은 일반적인 초신성보다 약 100 배에서 약 1,000 배 격렬하다.

## 원자 분출
초신성에서 방출된 빛은 한 번 이온화된 산소(O II)와 마그네슘(Mg II) 때문에 발생한 약간 넓은 흡수선들을 보여주었다. 수소와 헬륨은 검출되지 않았다.

## 제시된 기작
ASASSN-15lh의 강력한 폭발에 대한 정확한 기작은 붕괴하는 초대량 니켈-56의 존재에서 마그네타의 증폭 효과에까지 이르는 추측과 함께, 아직까지 불명이다. 초신성의 상대적으로 조용한 은하에 있다는 특이한 위치성은 과학자들이 그와 유사한 사건을 발견하고 관측하는 데 단서를 줄 수도 있다. 여러 제약으로 마그네타 모델이 관측 자료를 "간신히" 설명할 수 있으나, 여전히"ASASSN-15lh의 전례 없는 수준의 밝기에 대한 가장 그럴듯한 설명"으로 여겨진다. 마그네타 대신 거대한 별의 죽음에 의해 초신성이 발생한 것이라면, 천문학자들은 결국 "30 태양 질량 이상의 방사성 니켈의 점진적인 붕괴에 의해 발생하는, 희미해져 가는 잔광"을 탐지할 수 있어야 하는데, 관측 자료는 초신성이 수소부족이며, 예전에 관측된 수소부족 초발광 초신성 폭발을 통해 방사성 니켈-56에 의해 완전하게 설명될 수 없음을 시사한다. 여전히 다른 과학자들은 이 초신성 폭발이 기묘 쿼크별의 탄생을 알리는 것이라고 주장해 왔다. 이러한 초강력 초신성의 원동력에 대한 또다른 기작으로는 새로이 탄생한 블랙홀에서 방출되는 제트에 기반한 것이 있다. 가능성이 없는 것으로 여겨지긴 하지만, 2016년 2월에 예정된 허블 우주 망원경의 관측이 초신성이 숙주 은하의 은하핵에 있어 그 밝기가 그곳에 위치한 초대질량 블랙홀과의 상호작용에 의한 것이라는 또다른 시나리오를 수면 위로 부상시킬 수도 있다.

## 원형 항성
ASASSN-15lh는 지구를 향해 청색광을 방출하였다. ASASSN-15lh의 원형별은 무겁고 빠르게 회전하는 청색의 뜨거운 별으로, 별이 폭발하기 얼마 전에 수소와 헬륨으로 이루어진 표면층을 방출한 것으로 보인다. 때문에 ASASSN-15lh에서 그러한 원소는 보이지 않는다. 원형별은 불프 레이에별이었을 것이다.

## 은하
ASASSN-15lh의 숙주 은하는 APMUKS(BJ) B215839.70-615403.9이다. 숙주 은하의 겉보기 등급은 18.5 등급으로, 색상은 적색이다. 은하는 초신성이 발생하기 전까지 일정한 밝기를 유지하였다. 은하의 스펙트럼 중 가장 강렬한 부분은 1 마이크로미터 파장의 근적외선 영역이다.

## 수소의 양이 적은 원인
수소의 양이 현저히 부족한 것으로 보이는데 이는 초신성으로 폭발 이전에 상당량을 잃었기 때문으로 보인다.

## 밝기
가장 밝을 때는 태양이 가장 밝을 때보다 약 5,700억 배 밝으며 일반적인 초신성의 200배 밝은 것으로 나타났다.

## 에너지 방출
6개월 간의 관측에서 조금 약해지긴 했으나 에너지 방출량은 여전히 많은 것으로 보인다.

## 같이 보기
- 초신성
- 극초신성
- 초발광 초신성

## 더 읽어보기
- Parnell, Brid-Aine. “Superluminous Supernova Is The Brightest Ever Seen”. 《Forbes》. 2016년 1월 15일에 확인함.